# Pfarrkirche Pichl bei Wels

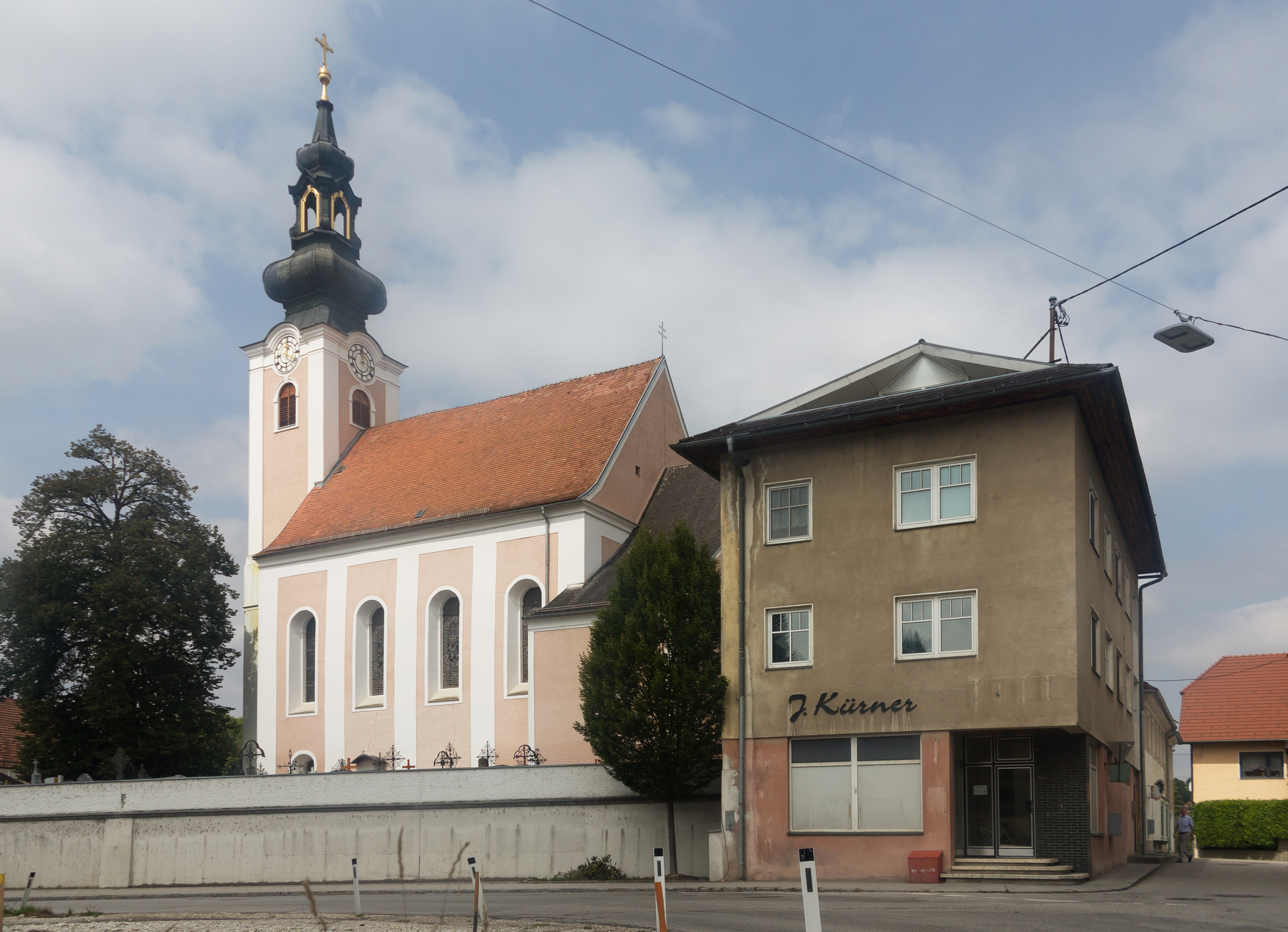
Katholische Pfarrkirche hl. Martin in Pichl bei Wels

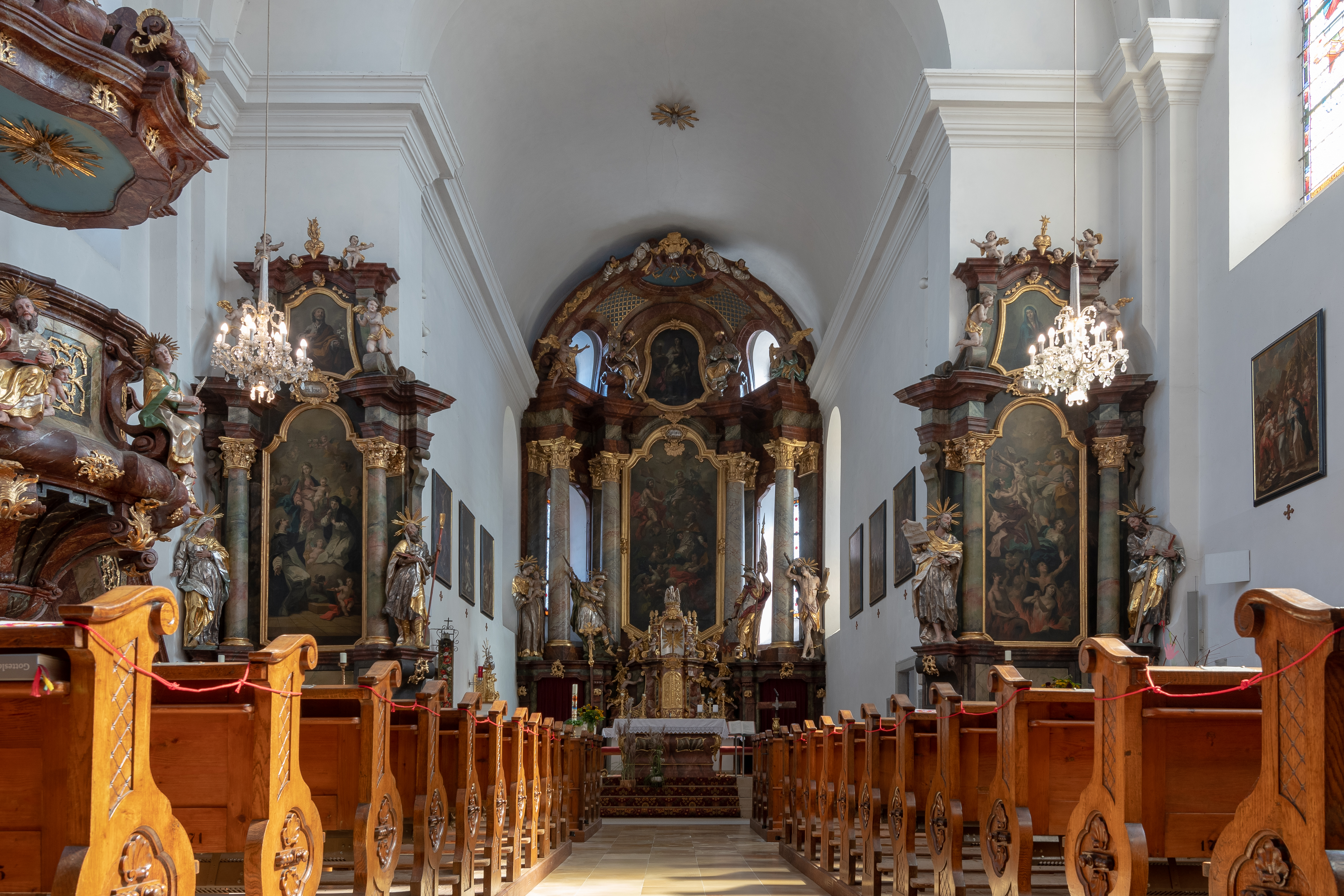
Langhaus, Blick zum Chor

Die römisch-katholische Pfarrkirche Pichl bei Wels steht in der Marktgemeinde Pichl bei Wels im Bezirk Wels-Land in Oberösterreich. Sie ist dem heiligen Martin geweiht und gehört zum Dekanat Wels in der Diözese Linz. Das Bauwerk und der Friedhof stehen unter Denkmalschutz (Listeneintrag).

## Geschichte
Die Kirche wird im 11. Jahrhundert das erste Mal urkundlich erwähnt. Die Kirche war ein ursprünglich gotischer Bau, der in den Jahren 1734 bis 1736 durch Johann Michael Prunner umgebaut wurde. Nach einem Brand 1750 wurde sie von Johann Matthias Krinner erneuert. Die Kirche wurde 1900 und 1940 restauriert.

## Architektur
Kirchenäußeres
Der Westturm hat einen Zwiebelhelm.
Kircheninneres
Das einschiffige Langhaus ist vierjochig. Darüber ist Tonnengewölbe mit Stichkappen. Der eingezogene Chor flachtonnengewölbt.

## Ausstattung
Die Altäre und die Kanzel mit guten Statuen entstanden zwischen 1750 und 1760. Das Hochaltargemälde stammt von Bartolomeo Altomonte aus dem Jahr 1767. Die Seitenaltarbilder von 1751 stammen ebenfalls von ihm. Die Kreuzwegbilder wurden im zweiten Viertel des 18. Jahrhunderts von einem Künstler, der Wolfgang Andreas Heindl nahesteht, gemalt.
Die Orgel baute Bruno Riedl 1980.

## Friedhof
Im Friedhof beim Kirchturm erinnert ein Denkmal an die Opfer des Ausländerkinder-Pflegestätte der Nationalsozialisten im Schloss Etzelsdorf.